# 大阪市立大学护理短期大学部
大阪市立大学护理短期大学部（日语：／ Osaka Shiritsu Daigaku Kango  Tankidaigakubu *）是过去一所位于日本大阪府大阪市阿倍野区的公立短期大学。

## 概要

### 简介
- 源流成立于1949年[1]。短期大学为于1998年开办[1]、由公立大学法人大阪市立大学经营。招生到于2003年、停办于2007年[2]。为男女同校

### 历史
- 1998年 大阪市立大学护理短期大学部成立并同时设置一个学科即护理学科。
- 2003年 招生最后、次年停止招生（正式停办于2007年6月11日[2]）。

## 学校环境
- 校区：在了大阪府大阪市阿倍野区[注 1]

## 组织

### 学科
- 护理学科

### 专科
| - 没有 |

### 业余课程
| - 没有 |

## 相关链接
- 日本短期大学列表
- 大阪市立大学：后来校